# Aleja Wielkopolski w Warszawie
Aleja Wielkopolski – aleja w Warszawie, wytyczona w latach 1932–1935 według projektu Zygmunta Hellwiga. Oś wzdłużna założonego w 1938 roku parku Wielkopolskiego.

## Opis
W założeniu miała ona stanowić jedną z osi nigdy nie wybudowanej Dzielnicy Józefa Piłsudskiego. Według ówczesnych planów aleja Wielkopolski miała liczyć 60 metrów szerokości i być znacznie dłuższa – jej bieg kończył by się przy ul. Wołoskiej na wysokości ul. Madalińskiego.
Ostatecznie udało się zrealizować tylko fragment od ul. Filtrowej do ul. Wawelskiej.
Wzdłuż alei wytyczono mniejsze uliczki – Łęczycką i Łukasza Górnickiego stanowiące granice parku Wielkopolskiego – założonego w 1938 roku skweru mającego według przedwojennych planów tworzyć oprawę dla tego fragmentu założenia.
Od strony ulicy Filtrowej, więc na początku alei, w latach 1926–1930 r. powstały dwa należące do Kolonii Lubeckiego, bliźniacze budynki spółdzielcze na Filtrowej 63 i 65, zaprojektowane przez Romana Felińskiego.
Pierwszy z nich powstał dla Spółdzielni Mieszkaniowej Urzędników Prywatnych i Wolnych Zawodów, drugi (ul. Filtrowa 65) dla Spółdzielni Mieszkaniowej „Osiedle Wojskowe”.
Pod koniec lat 30. planowano wytyczenie nowych ulic na skwerze między aleją Wielkopolski i ulicami Reja, Dantyszka i Krzyckiego. Miały one nosić nazwy Mekki i Medyny w związku z planami budowy w tym miejscu meczetu dla społeczności tatarskiej, jednak wybuch II wojny światowej uniemożliwił realizację tych planów.